# Pont-à-Mousson
Pont-à-Mousson är en kommun i departementet Meurthe-et-Moselle i regionen Grand Est (tidigare regionen Lorraine) i nordöstra Frankrike. Kommunen ligger i kantonen Pont-à-Mousson som tillhör arrondissementet Nancy. År 2022 hade Pont-à-Mousson 14 383 invånare.
Pont-à-Mousson är ett gammalt järnindustriområde. Staden som namngett kommunen grundades på 1200-talet och hade 1572-1768 ett eget universitet, som därefter flyttades till Nancy. I närheten av staden ligger ruinen efter slottet Mousson.

## Befolkningsutveckling
Antalet invånare i kommunen Pont-à-Mousson
| Referens: INSEE |